# Sprachen Gabuns
In Gabun werden insgesamt 42 Sprachen gesprochen, allerdings ist diese Sprachenvielfalt bedroht, da immer mehr Gabuner Französisch übernehmen.

## Vormachtstellung des Französischen
Die Amtssprache von Gabun ist Französisch, während 32 % der Einwohner Fang als Muttersprache sprechen. Französisch ist die einzige zugelassene Unterrichtssprache. Vor der europäischen Kolonialisierung wurden zahlreiche Sprachen im Land als Muttersprache gesprochen, wobei größere Sprachen wie Fang, Punu und Teke als Sprachen zur Verständigung zwischen den Volksgruppen untereinander dienten. Die europäischen Kolonisatoren führten Französisch und bis 1915 im Norden auch Deutsch in Wolö-Ntem, das zu Deutsch-Kamerun gehörte, ein. Nach dem Ersten Weltkrieg wurden jegliche Spuren deutscher Kolonisation beseitigt und nun ausschließlich Französisch als Amtssprache zugelassen, obwohl die Mehrheit der Einwohner der Kolonie dies nicht sprach. Nur Gabuner, die in der Wirtschaft oder in der Regierungsverwaltung arbeiteten, sprachen auch Französisch. Nach dem Zweiten Weltkrieg arbeitete Frankreich zunehmend an der Durchsetzung der französischen Sprache in der universellen Grundschulbildung in Gabun, und bei der Volkszählung von 1960/61 hatten bereits 47 % der Gabuner über 14 gewisse mündliche Französischkenntnisse, während 13 % Französisch schriftlich und mündlich beherrschten. Bis zu den 1990er Jahren wuchs die Alphabetisierungsrate in Französisch sogar auf über 60 %.
Inzwischen hat ein kleiner Anteil, mehrere Tausend in der Zahl, auch eine sekundäre und höhere Bildung und beherrscht Französisch fließend. Es wird geschätzt, dass mittlerweile 80 % der Landesbevölkerung fähig ist, Französisch zu sprechen, und ein Drittel der Einwohner der Hauptstadt Libreville Muttersprachler der Sprache sind. Mehr als 10.000 Franzosen leben in Gabun, und Frankreich dominiert weiterhin die ausländischen kulturellen und wirtschaftlichen Beziehungen des Landes.

## Die Landessprachen
Die einheimischen Landessprachen sind alle Mitglieder der Bantusprachgruppe, die bereits seit über 2.000 Jahren in Gabun vertreten ist. Es werden 42 Sprachen unterschieden. Sie werden im Allgemeinen im mündlichen Verkehr verwendet, aber nicht geschrieben, obwohl bereits seit den 1840er Jahren Missionare aus Deutschland und Frankreich sowie in letzter Zeit zunehmend Missionare aus den Vereinigten Staaten lateinbasierte Transkriptionen für die meisten Sprachen entwickelten und die Bibel in mehrere von ihnen übersetzten. Die französische Kolonialpolitik förderte offiziell das Erlernen des Französischen und unterdrückte die Verwendung der zentralafrikanischen Sprachen. Die Sprachen bestehen allerdings noch per Übermittlung durch Familie und Clan fort; und Personen in Städten und anderen Gebieten, wo mehrere Völker in Kontakt kommen, können mehrere Bantusprachen erlernen.
Die gabunische Regierung förderte die Erforschung der Bantusprachen, die in den 1970er Jahren begann.
Die drei größten Sprachen sind Fang im Nordwesten des Landes sowie auch in Äquatorialguinea, Mbere in der Provinz Haut-Ogooué im Südosten und Sira (Eschira) in der Provinz Ngounié, jede mit etwa 25–32 % Anteil an der Bevölkerung. Die verbleibenden Sprachen haben einstellige prozentuale Sprecheranteile, und einige haben nur noch wenige Tausend bis wenige Hundert Sprecher.

## Liste der Sprachen Gabuns

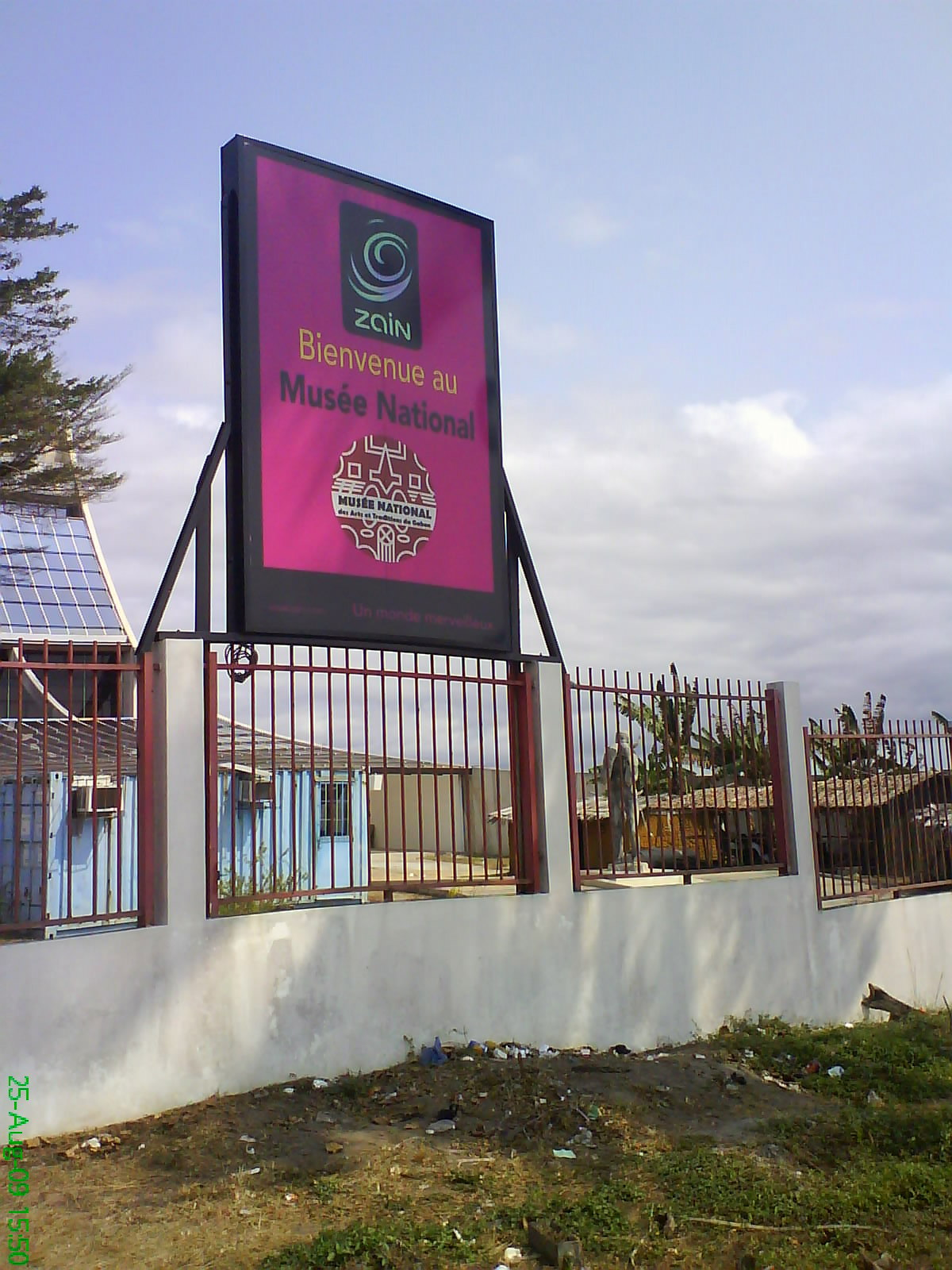
Schild auf Französisch beim Nationalmuseum in der Hauptstadt Libreville

- Baka (SIL code BKC)
- Barama (BBG)
- Bekwil (BKW)
- Benga (BEN)
- Bubi (BUW)
- Bwisi (BWZ)
- Duma (DMA)
- Fang (FNG)
- iKota (KOQ)
- Kendell (KBS)
- Kaningi (KZO)
- Kili (KEB)
- Lumbu (LUP)
- Mahongwe (MHB)
- Mbama (MBM)
- Mbangwe (ZMN)
- Mbere (MDT)
- Myene (MYE), hat mehrere Dialekte
- Ndasa (NDA)
- Ndumu (NMD)
- Ngom (NRA)
- Njebi (NZB)
- Pinji (PIC)
- Punu (PUU)
- Sake (SAG)
- Sangu (SNQ)
- Seki (SYI)
- Sighu (SXE)
- Simba (SBW)
- Sira (SWJ), aka Eschira
- Nord-Teke (TEG)
- West-Teke (TYI)
- Tsaangi (TSA)
- Tsogo (TSV)
- Vili (VIF)
- Vumbu (VUM)
- Wandji (WDD)
- Wumbvu (WUM)
- Yangho (YNH)
- Yasa (YKO)